# Bârsănești
Bârsănești è un comune della Romania di 5 199 abitanti, ubicato nel distretto di Bacău, nella regione storica della Moldavia.
Il comune è formato dall'unione di 4 villaggi: Albele, Bîrsănești, Brătești, Caraclău.